# Thyene thyenioides
Thyene thyenioides es una especie de araña saltarina del género Thyene, familia Salticidae. Fue descrita científicamente por Lessert en 1925.
Habita en África.